# Orquesta Filarmónica de Acapulco
La Orquesta Filarmónica de Acapulco (OFA) surgió en 1998 como un proyecto cultural respaldado por el Gobierno del Estado de Guerrero y dirigido por el músico mexicano Mtro. Eduardo Gabriel Álvarez Ortega. Su principal propósito es rescatar, exponer, difundir y fomentar la música sinfónica a través de conciertos a nivel estatal, nacional e internacional. Estos conciertos abarcan obras de compositores guerrerenses y de otros autores nacionales e internacionales.

## Historia
El primer concierto ofrecido por la OFA (Orquesta Filarmónica de Acapulco). fue el 12 de abril de 1998 en el municipio de Atoyac de Álvarez, durante los festejos de la Feria del Café, considerada una de las celebraciones más importantes en la región de la Costa Grande de Guerrero. Desde entonces, ha realizado un total de mil 765 conciertos a lo largo de 24 años, beneficiando a más de 3 millones de asistentes tanto dentro como fuera del estado de Guerrero e incluso internacionalmente
La OFA (Orquesta Filarmónica de Acapulco) presenta una variedad de conciertos, incluyendo Temporada, Especiales, Didácticos y Municipales. Los conciertos Municipales se llevan a cabo en diferentes regiones del estado, contribuyendo a la preservación del repertorio musical de Guerrero y promoviendo a músicos y compositores locales, así como apoyando a jóvenes talentos que se forman profesionalmente.
En 1998, la OFA (Orquesta Filarmónica de Acapulco) fue galardonada con el Premio Civil Al Mérito en Actuación Escénica “Domingo Soler, la máxima distinción otorgada por el estado. En su vigésimo aniversario en 2018, recibió el título de "Patrimonio Cultural Intangible de los Guerrerenses", en reconocimiento a su trayectoria bajo la dirección del Mtro. Eduardo Gabriel Álvarez Ortega.

## Producción discográfica
La Orquesta Filarmónica de Acapulco reúne a 90 músicos de tiempo completo. La Orquesta Filarmónica de Acapulco Realiza un promedio de 80 conciertos anuales, abarcando tanto el estado de Guerrero como diversas partes del país. Durante estos 24 años, la orquesta ha llevado a cabo siete producciones discográficas bajo la dirección del Mtro. Eduardo Gabriel Álvarez Ortega. En sus primeros cuatro álbumes, la OFA rescató elementos de la música folklórica de Guerrero y presentó piezas de compositores guerrerenses en el contexto de la música de concierto. De manera notable, sus dos más recientes discos se materializaron durante la pandemia, demostrando un esfuerzo notable que distingue a la orquesta a nivel nacional.
El 23 de diciembre de 2020, la orquesta lanzó su quinto álbum titulado “Chaikovski & Mendelssohn: La OFA y Adrián Justus”, en colaboración con el violinista mexicano, Adrián Justus. Esta grabación marcó un logro importante en su recorrido musical. Y el 6 de julio de 2021, como parte de la conmemoración de su 23 aniversario, la Orquesta Filarmónica de Acapulco presentó su sexta producción discográfica, en esta ocasión junto al flautista mexicano Horacio Franco.
En mayo de 2022, la OFA (Orquesta Filarmónica de Acapulco) completó su séptima producción discográfica titulada "Ensamble de Sones de Tarima", en colaboración con el proyecto “Grupo Gavilán Fandanguero”, una iniciativa respaldada por el Fondo Nacional para la Cultura y las Artes (FONCA), presentada por el músico guerrerense Víctor Efigenio Marroquín Cristóbal. Este nuevo álbum comprende diez piezas que fueron registradas con arreglos orquestales creados por los músicos y compositores residentes de la OFA (Orquesta Filarmónica de Acapulco), de los Maestros Marcos Lifshitz y Roberto Carbajal.